# هان جی اون
هان جی اون (کره‌ای: 한지은؛ زادهٔ ۳ ژوئن ۱۹۹۰) بازیگر اهل کره جنوبی است. او فعالیت بازیگری خود را در سال ۲۰۱۰ و با بازی در فیلم روح آغاز کرد. او بیشتر به خاطر ایفای نقش در فیلم‌ها و مجموعه‌های تلویزیونی از جمله واقعی (۲۰۱۷)، رمپانت (۲۰۱۸)، شاهزاده صد روزه من (۲۰۱۸)، ملودرام باش (۲۰۱۹) و دلباخته در شهر (۲۰۲۰) و گروه مطالعه (۲۰۲۴) شناخته می‌شود.

## اوایل زندگی
هان جی اون زادهٔ ۳ ژوئن ۱۹۹۰ است و از دانشگاه زنان دونگ‌دوک از دپارتمان پخش و سرگرمی فارغ‌التحصیل شده‌است.

## حرفه
او فعالیت بازیگری خود را در سال ۲۰۱۰ با فیلم روح، در کنار هان یه-ری آغاز کرد.
در سال ۲۰۱۶، او نقش اصلی در مجموعهٔ اینترنتی با موضوع زیبایی، با نام مقدمه‌ای بر زیبایی ایفا کرد که در ناور تی‌وی پخش شد.
در سال ۲۰۱۸، هان جی اون به عنوان نقش مکمل در فیلم‌های رمپانت و قفل در و در مجموعه‌های تلویزیونی دوازده شب و شاهزاده صد روزه من ظاهر شد.
در سال ۲۰۱۹، او اولین نقش اصلی خود را در درام شبکهٔ جی‌تی‌بی‌سی، ملودرام باش انجام داد که نقش یک مادر مجرد را در اوایل دههٔ سی سالگی به تصویر کشید. در همان سال، او با دی‌جی رادیو، جونگ سونگ گیو، برای ساندی میوزیک دراما همکاری کرد که در «گود مورنینگ اف‌ام» به روی آنتن رفت.
در سال ۲۰۲۰، او در درام شبکهٔ ام‌بی‌سی، کارآموز تازه‌کار، نقش لی ته ری را ایفا کرد. در نوامبر، او برای اولین بار در وریتی شوی رانینگ من حضور پیدا کرد. او همچنین درمجموعهٔ کمدی رمانتیک کاکائوتی‌وی، به نام دلباخته در شهر حضور پیدا کرد.
در ۱۴ ژوئن ۲۰۲۱، گزارش شد که هان جی اون با سکرت ئی‌ان‌تی قرارداد امضا کرده‌است.
در سال ۲۰۲۱، او نقش کوتاهی در مجموعهٔ اینترنتی رستوران جادوگر ایفا کرد. همچنین در درام معمایی بد و دیوانه در نقش هی گیوم، یک کارآگاه از تیم تحقیقاتی جنایی در کنار لی دونگ ووک بازی می‌کند.

## فیلم‌شناسی

### فیلم
| سال  | عنوان                     | نقش                   | توضیحات                       | منابع  |
| ---- | ------------------------- | --------------------- | ----------------------------- | ------ |
| ۲۰۱۰ | روح (با من باش)           | اون جی                | فیلم آنتولوژی (بخش «تاروت ۳») | [ ۳ ]  |
| ۲۰۱۴ | خانم مادربزرگ             | می ئه                 |                               | [ ۶ ]  |
| ۲۰۱۴ | خیاط سلطنتی               | معشوقه چوی‌هیانگ‌رو     |                               |        |
| ۲۰۱۴ | کلاهبرداران               | گزارشگر               |                               |        |
| ۲۰۱۵ | کوین لاکر                 | زن مرکز تناسب اندام ۲ |                               |        |
| ۲۰۱۵ | راهنمای عشق برای دامپی‌ها  | مدل تصویری ۱          |                               |        |
| ۲۰۱۷ | شهر ساختگی                | برنامه‌ریز پارتی       |                               |        |
| ۲۰۱۷ | دندان و ناخن              | چون‌هوی هونگ سه‌هی      |                               | [ ۱۳ ] |
| ۲۰۱۷ | واقعی                     | هان یه وون            |                               | [ ۱۴ ] |
| ۲۰۱۸ | رمپانت                    | همسر سلطنتی           |                               | [ ۱۵ ] |
| ۲۰۱۸ | دُر لاک                    | کانگ سونگ هه          |                               | [ ۱۶ ] |
| ۲۰۱۹ | رایحه یک روح              | سون می                |                               | [ ۱۷ ] |
| ن/م  | مورا دونگ                 | مین وو جونگ           |                               | [ ۱۸ ] |
| ن/م  | Only God Knows Everything | جو یونگ               |                               | [ ۱۹ ] |

### مجموعه تلویزیونی
| سال       | عنوان                                          | نقش                     | توضیحات        | منابع  |
| --------- | ---------------------------------------------- | ----------------------- | -------------- | ------ |
| ۲۰۱۲      | نورها و سایه‌ها                                 | عضو لایت کانتری شو      |                | [ ۶ ]  |
| ۲۰۱۴      | دو مادر                                        |                         |                | [ ۶ ]  |
| ۲۰۱۴      | از بخت بد عاشقت شدم                            |                         |                | [ ۶ ]  |
| ۲۰۱۵      | شهر خورشید                                     |                         |                | [ ۶ ]  |
| ۲۰۱۵      | زنان نامهربان                                  |                         |                | [ ۶ ]  |
| ۲۰۱۶      | پنج تا بچه بسه                                 | بازیگر                  |                |        |
| ۲۰۱۶      | دارودسته                                       | قرار بدون آشنایی چا هون |                |        |
| ۲۰۱۷–۲۰۱۸ | بازگشت عشق                                     |                         |                |        |
| ۲۰۱۸      | فرزندان یک خدای کوچکتر                         |                         |                |        |
| ۲۰۱۸      | معجزه‌ای که ملاقات کردیم                        |                         |                |        |
| ۲۰۱۸      | شاهزاده صد روزه من                             | ئه وول                  |                | [ ۵ ]  |
| ۲۰۱۸      | دوازده شب                                      | پارک سون جو             |                | [ ۲۰ ] |
| ۲۰۱۹      | ملودرام باش                                    | هوانگ هان جو            |                | [ ۳ ]  |
| ۲۰۱۹      | دفترچه خاطرات یک روانی                         | زن                      | مهمان (قسمت ۲) | [ ۲۱ ] |
| ۲۰۲۰      | کارآموز تازه‌کار                                | لی ته ری                |                | [ ۲۲ ] |
| ۲۰۲۱      | هم‌اتاقی من یک گومیهو است                       | رئیس شرکت انتشاراتی     | مهمان          | [ ۲۳ ] |
| ۲۰۲۱      | بد و دیوانه                                    | هی گیوم                 |                | [ ۲۴ ] |
| ۲۰۲۲      | درامای ویژه کی‌بی‌اس: «Meet in a Strange Season» | اوه هی جو               | درام تک قسمتی  | [ ۲۵ ] |
| ۲۰۲۳      | دروغگوی دوست‌داشتنی من                          |                         | حضور افتخاری   | [ ۲۶ ] |
| ۲۰۲۴      | دست به یقه                                     | چا اون سه               |                | [ ۲۷ ] |
| ۲۰۲۵      | وقتی ستاره‌ها نجوا می‌کنند                       | چوی گو اون              |                | [ ۲۸ ] |

### مجموعه اینترنتی
| سال  | عنوان             | نقش          | توضیحات        | منابع  |
| ---- | ----------------- | ------------ | -------------- | ------ |
| ۲۰۱۶ | مقدمه‌ای بر زیبایی | لی بونگ جو   |                | [ ۴ ]  |
| ۲۰۲۰ | دلباخته در شهر    | اوه سون یونگ |                | [ ۱۰ ] |
| ۲۰۲۱ | رستوران جادوگر    | نویسنده کتاب | مهمان (قسمت ۸) | [ ۲۹ ] |
| ۲۰۲۵ | گروه مطالعه       | لی هان کیونگ |                | [ ۳۰ ] |

### حضور در موزیک ویدئو
| سال  | عنوان آهنگ               | هنرمند | منبع             |
| ---- | ------------------------ | ------ | ---------------- |
| ۲۰۱۵ | «مشکلی نیست» (It's Okay) | بی‌توبی | [ نیازمند منبع ] |